# Johann Kock
Johann Kock, Johan Kock, Johanes Kock (ur. 1583, zm. 1658/1660) – szwedzki dyplomata.
Pochodzenia holenderskiego. Ukończył studia na Uniwersytecie w Uppsali. Był zatrudniony w Kancelarii Królewskiej w Sztokholmie. W 1650 na polecenie królowej Krystyny odbył podróż do Gdańska. Następnie powierzono mu pełnienie funkcji komisarza, agenta handlowego Szwecji w Gdańsku (1650-1656). Według opinii historyka prof. Adama Kerstena Johann Kock to „korespondent szwedzki, rezydent, dyplomata, agent, szpieg – wszystkie te określenia przylegają do tego niezwykle inteligentnego człowieka, który bez trudu posługiwał się łaciną, polskim, niemieckim, holenderskim, a swoje regularne raporty do Sztokholmu pisał po szwedzku”. Kock prowadził negocjacje z królem Janem Kazimierzem (1654 i 1655).